# Décrochement

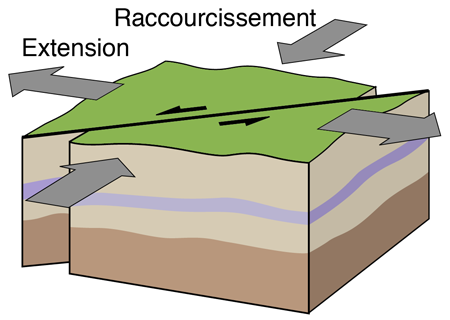
Représentation schématique d'une faille décrochante, ici un décrochement sénestre.

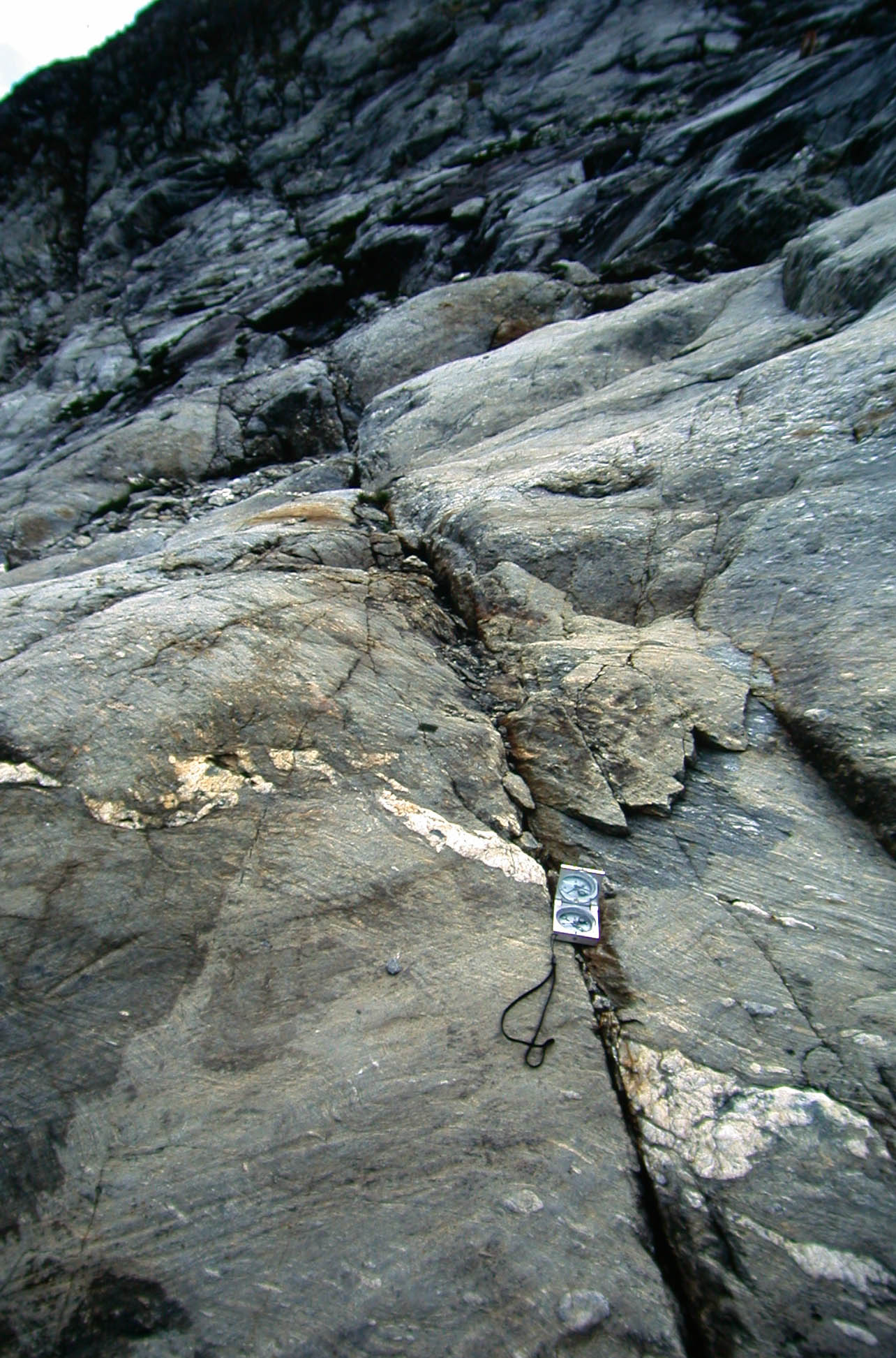
Décrochement dextre dans la région du col du petit-Saint-Bernard.

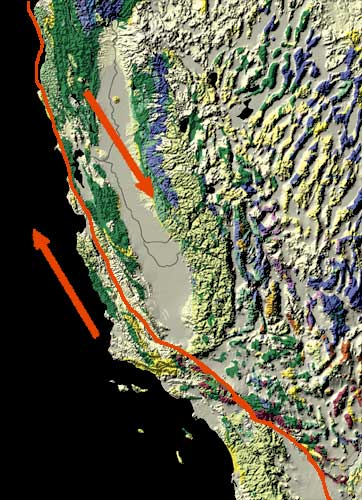
La faille de San Andreas est un décrochement dextre.

Un décrochement, appelé aussi faille décrochante ou faille coulissante, est une faille souvent verticale, le long de laquelle deux compartiments rocheux coulissent horizontalement l'un par rapport à l'autre. Ce mouvement relatif accommode aussi bien un allongement horizontal que le raccourcissement horizontal qui serait perpendiculaire à cet allongement.
Les décrochements se rencontrent donc dans tous les types de contextes géodynamiques. Les failles décrochantes sont aussi parfois nommées failles de coulissage ou coulissantes.
Quand un décrochement implique un volume important de roches sur plusieurs plans, on utilise le terme de zone de cisaillement. 
Le coulissage peut être révélé par des stries de glissement horizontales, le rejet par le mouvement relatif d'un filon.

## Dextre et senestre
Suivant le sens du coulissement relatif, on définit deux types de décrochements :
- Décrochement dextre lorsque l'observateur faisant face à la faille voit l'autre compartiment glisser vers sa droite
- Décrochement sénestre lorsque l'observateur faisant face à la faille voit l'autre compartiment glisser vers sa gauche

Pour savoir si le décrochement est « dextre » ou « senestre », il faut imaginer que l'on est sur l'un des deux compartiments de la faille et que l'on observe un repère situé sur l'autre compartiment. Lors du coulissage de la faille, si le repère se déplace vers la droite, le décrochement est dit dextre ; il est dit senestre dans l'autre cas. 

### Exemples de décrochements dextres
La faille de San Andreas en Californie, la faille nord-anatolienne en Turquie sont deux exemples de failles décrochantes dextres majeures.
- ligne périadriatique (Italie, Suisse, Alpes centrales et orientales).
- faille de San Andreas (États-Unis, Californie).
- faille alpine (Nouvelle-Zélande, île du Sud) : l'activité de cette faille est sujette à de nombreuses études (Deep Fault Project[1]), car elle est très dangereuse.
- Faille nord-anatolienne.
- Le cisaillement sud-armoricain[2] dans la partie sud du Massif armoricain.

### Exemples de décrochements senestres
Quelques-unes des failles senestres les plus connues (liste incomplète) : 
- faille d'Altyn Tagh (Chine, qui limite le plateau tibétain au nord)
- faille d'Hay Huan (Chine, au nord-est du plateau tibétain)
- faille de Kunlun (Chine, au centre-est du plateau tibétain)
- faille de la vallée de l'Inn (Autriche, Alpes orientales)
- faille du Levant (Moyen-Orient)
- faille d'Enriquillo (entre la plaque nord-américaine au nord et la plaque caraïbe au sud)
- faille nord-pyrénéenne il y a entre 80 et 50 Ma (lorsque la plaque ibérique coulissait contre la plaque européenne au début de la formation des Pyrénées).

## Décrochements et séismes
Ce type de faille est à l'origine de séisme, parfois très meurtriers, comme le séisme de 1999 à Izmit, ou celui qui est survenu le 12 janvier 2010 à Haïti.

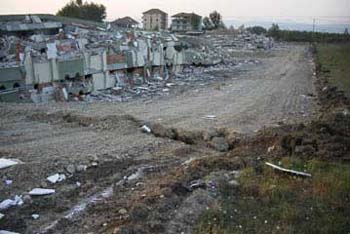
Décrochement dextre observable en surface lors du séisme de 1999 à Izmit (observez le décalage de la bordure du chemin).